# Grafschaft Mömpelgard

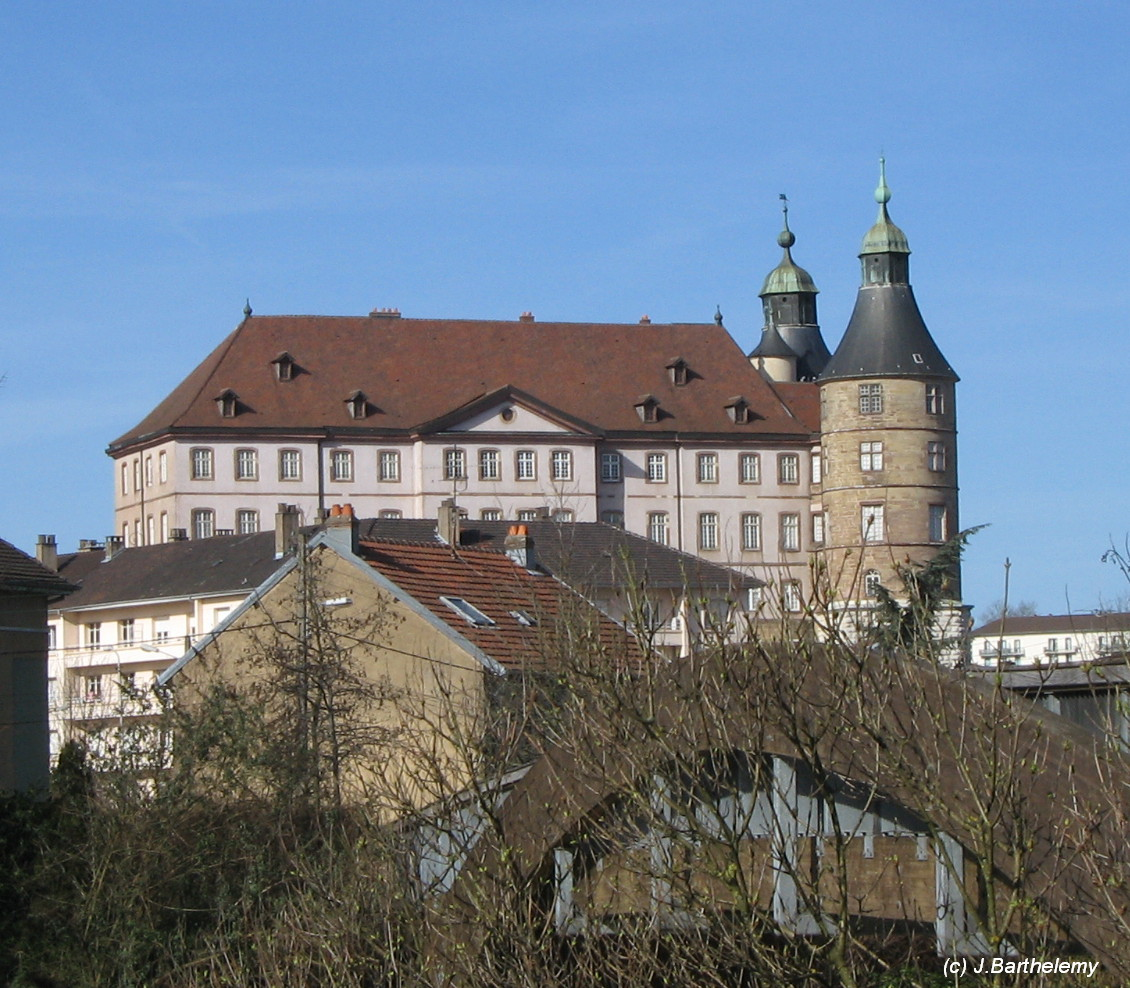
Schloss Montbéliard

Die Grafschaft Mömpelgard (französisch Comté de Montbéliard) war ein weltliches Territorium am Mittellauf des Doubs im heutigen Frankreich, das ursprünglich zur Freigrafschaft Burgund gehörte und ab dem späten 14. Jahrhundert rund 400 Jahre lang in Personalunion oder als Sekundogenitur vom Haus Württemberg regiert wurde. Der namensgebende Hauptort der Grafschaft war die Stadt Mömpelgard (Montbéliard).

## Geschichte
Erstmals im 10. Jahrhundert als Grafschaft genannt, fiel das Gebiet durch die Hochzeit von Ermentrude von Burgund, der jüngsten Tochter des Freigrafen Wilhelm I., mit Dietrich von Mousson an das Haus Scarponnois. Dietrichs Vater Ludwig war bereits ab 1042 castellanus von Mömpelgard gewesen. Durch Erbschaft übernahm das burgundische Adelsgeschlecht Montfaucon 1163 die Herrschaft, die es – mit Unterbrechung durch die Häuser Neuenburg und Burgund-Ivrea – bis 1397 innehatte.
Zum Ende des 13. Jahrhunderts wurde Mömpelgard reichsunmittelbar, der Graf von Burgund behielt jedoch die Lehnshoheit über die Herrschaften Granges, Clerval und Passavant.
Mit dem Tod des Grafen Stephan von Mömpelgard starb das Haus Montfaucon im Mannesstamm aus, das Erbe fiel Stephans Enkelin Henriette zu. Der württembergische Graf Eberhard III. ergriff die Gelegenheit, das Herrschaftsgebiet seines Hauses zu vergrößern, und verlobte am 13. November 1397 seinen neunjährigen Sohn Eberhard IV. mit der ebenfalls noch unmündigen Henriette. Bis zur Hochzeit der beiden im Jahr 1407 übernahm er die Regierung über die Grafschaft Mömpelgard und einige dazugehörige linksrheinische Herrschaften, die unter dem Begriff Württemberg-Mömpelgard zusammengefasst wurden. Mömpelgard blieb bis zur Abtretung an Frankreich im Jahr 1796 Teil von Württemberg.

### Grafen von Mömpelgard

#### Haus Burgund-Ivrea
- ???–1105 Ermentrude von Burgund, Tochter von Wilhelm I., Graf von Burgund; ⚭ mit Dietrich von Mousson, Graf in Altkirch und Pfirt, ab 1093 Graf von Bar

#### Haus Scarponnois

Wappen der Grafen aus dem Haus Scarponnois

- 1065–1105 (iure uxoris) Dietrich I.
  - 1105–1163 Dietrich II.

#### Haus Montfaucon

Wappen der Grafen aus dem Haus Montfaucon

- 1163–1195 Amadeus II. von Montfaucon, Sohn von Sophie von Mömpelgard, Tochter Dietrichs II., und Richard II. von Montfaucon
  - 1195–1227 Richard III.
    - 1227–1283 Dietrich III.

#### Haus NeuenburgundHaus Burgund-Ivrea
- 1283–1317 Guillemette von Neuenburg, Tochter Amadeus von Neuenburg, Enkel Dietrichs III., und Jordanna von Arberg; ⚭ Reinald von Burgund
- 1283–1322 (iure uxoris) Reinald von Burgund, Sohn von Hugo von Chalon und Adelheid von Meranien
  - 1322–1338 Othenin; wegen Geisteskrankheit unter Vormundschaft seines Onkels Hugo

#### Haus Montfaucon
- 1338–1367 Heinrich I. von Montfaucon; ⚭ mit Agnes, Tochter von Rainald von Burgund und Guillemette von Neuenburg
  - 1367–1397 Stephan von Montfaucon
    - 1397–1444 Henriette von Mömpelgard, Enkelin von Stephan von Montfaucon; ⚭ mit Eberhard IV., Graf von Württemberg

#### Haus Württemberg
siehe Württemberg-Mömpelgard (Grafschaft)